# Saint-Brice (Orne)
Saint-Brice és un municipi francès situat al departament de l'Orne i a la regió de Normandia. L'any 2007 tenia 152 habitants.

## Demografia

### Població
El 2007 la població de fet de Saint-Brice era de 152 persones. Hi havia 64 famílies de les quals 12 eren unipersonals (8 homes vivint sols i 4 dones vivint soles), 32 parelles sense fills i 20 parelles amb fills.
La població ha evolucionat segons el següent gràfic:
Habitants censats

### Habitatges
El 2007 hi havia 77 habitatges, 64 eren l'habitatge principal de la família, 12 eren segones residències i 1 estava desocupat. 75 eren cases i 2 eren apartaments. Dels 64 habitatges principals, 58 estaven ocupats pels seus propietaris i 6 estaven llogats i ocupats pels llogaters; 5 tenien dues cambres, 13 en tenien tres, 20 en tenien quatre i 26 en tenien cinc o més. 61 habitatges disposaven pel capbaix d'una plaça de pàrquing. A 27 habitatges hi havia un automòbil i a 35 n'hi havia dos o més.

### Piràmide de població
La piràmide de població per edats i sexe el 2009 era:
| Homes | Edats   | Dones |
| ----- | ------- | ----- |
| 0     | 95 o +  | 0     |
| 0     | 90 a 94 | 0     |
| 0     | 85 a 89 | 0     |
| 0     | 80 a 84 | 0     |
| 4     | 75 a 79 | 4     |
| 0     | 70 a 74 | 4     |
| 4     | 65 a 69 | 0     |
| 4     | 60 a 64 | 4     |
| 4     | 55 a 59 | 4     |
| 8     | 50 a 54 | 4     |
| 12    | 45 a 49 | 12    |
| 8     | 40 a 44 | 12    |
| 4     | 35 a 39 | 4     |
| 4     | 30 a 34 | 4     |
| 4     | 25 a 29 | 4     |
| 4     | 20 a 24 | 4     |
| 8     | 15 a 19 | 4     |
| 4     | 10 a 14 | 0     |
| 8     | 5 a 9   | 4     |
| 4     | 0 a 4   | 0     |

## Economia
El 2007 la població en edat de treballar era de 111 persones, 86 eren actives i 25 eren inactives. De les 86 persones actives 79 estaven ocupades (46 homes i 33 dones) i 7 estaven aturades (3 homes i 4 dones). De les 25 persones inactives 16 estaven jubilades, 3 estaven estudiant i 6 estaven classificades com a «altres inactius».

### Ingressos
El 2009 a Saint-Brice hi havia 72 unitats fiscals que integraven 168 persones, la mediana anual d'ingressos fiscals per persona era de 17.360 €.

### Activitats econòmiques
Dels 4 establiments que hi havia el 2007, 2 eren d'empreses d'hostatgeria i restauració i 2 d'empreses de serveis.
L'únic servei als particulars que hi havia el 2009 era un restaurant.
L'any 2000 a Saint-Brice hi havia 7 explotacions agrícoles.

## Poblacions més properes
El següent diagrama mostra les poblacions més properes.